# Larva migrans cutanea
Die Larva migrans, Creeping eruption oder Hautmaulwurf ist eine Hauterkrankung, hervorgerufen durch Larven verschiedener Hakenwürmer-Unterarten. Sie ist eine der häufigsten Hautkrankheiten in warmen Klimazonen und die häufigste Dermatose, die von Reisenden in den Tropen erworben wird. Die Krankheit wurde 1874 erstmals beschrieben und 1928 bestimmten Erregern zugeordnet.

## Erreger

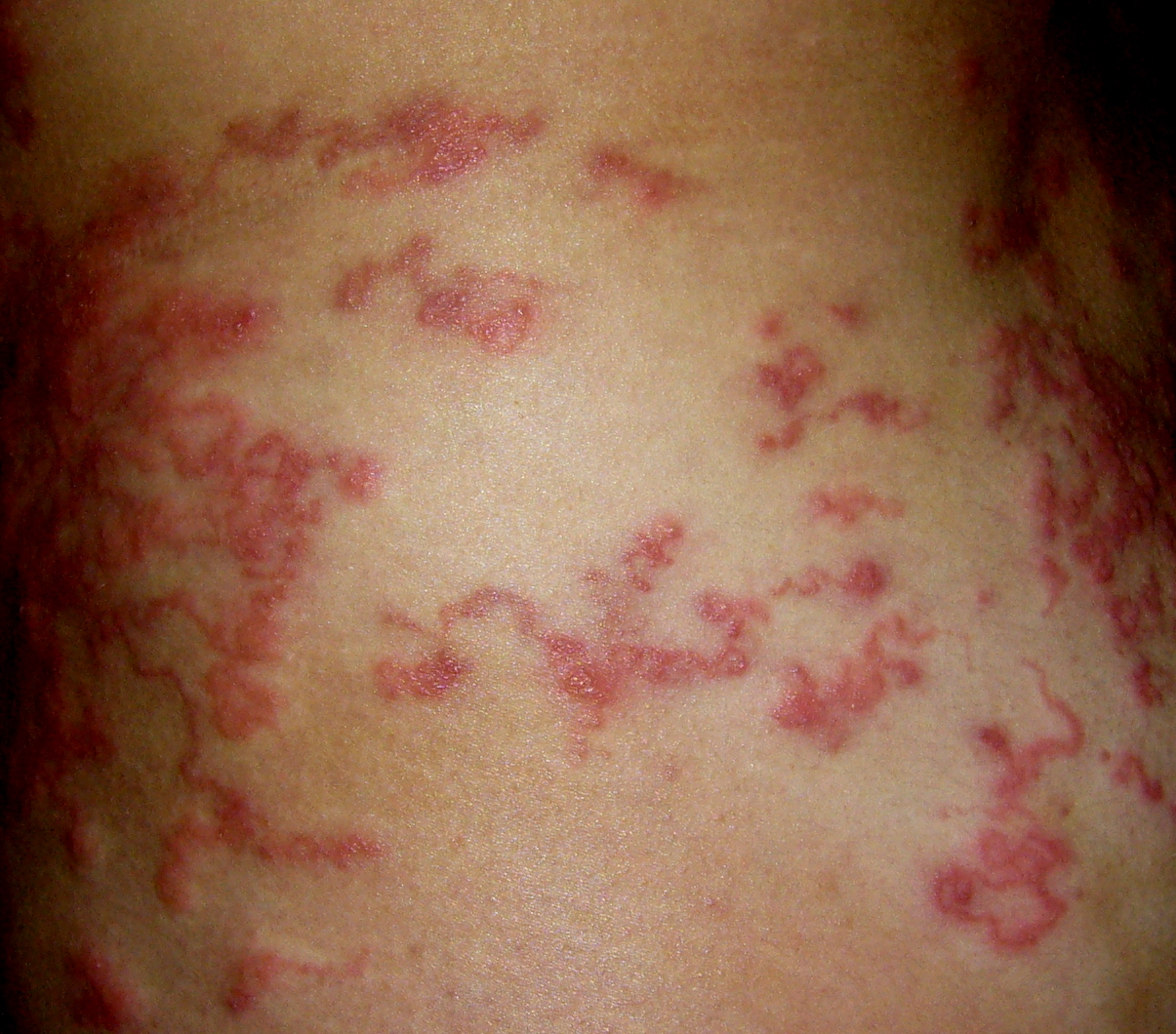
Larva migrans cutanea, schwerer Befall

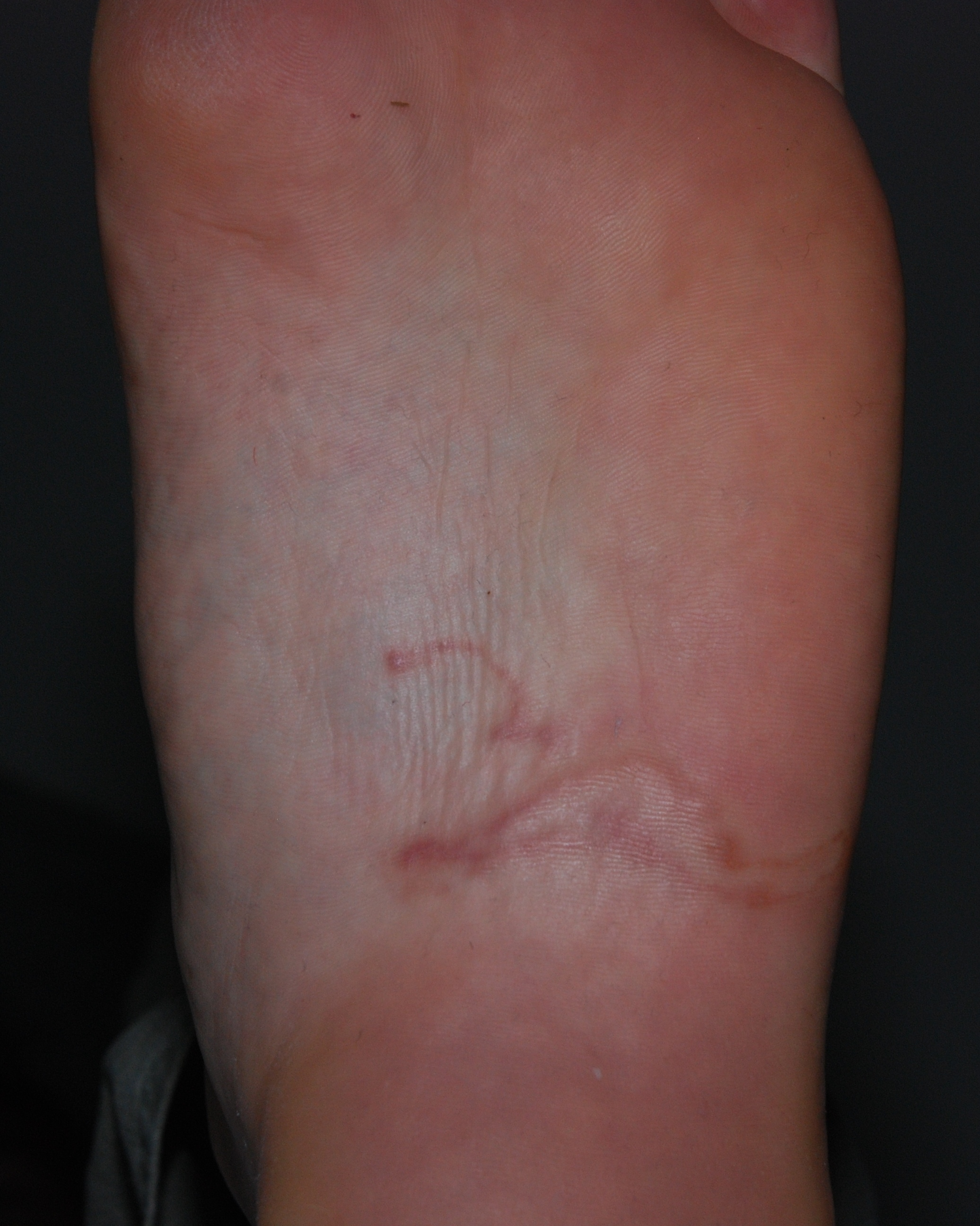
Larva migrans cutanea in der Fußsohle, 8 Tage nach der Infektion

Die Erreger sind die Larven von Ancylostoma braziliense, Ancylostoma caninum, Ancylostoma tubaeforme, Baylisascaris procyonis, Bunostomum phlebotomum, Toxocara canis, Uncinaria stenocephala und anderen Arten aus der Familie der Hakenwürmer (Ancylostomatidae). Die Erreger entwickeln sich im Menschen nicht zu adulten Würmern, da der Mensch ein Fehlwirt ist. Als Erreger kommen jedoch auch andere Fadenwürmer und Insekten in Frage.

## Vorkommen
Ancylostoma-Arten kommen in warmen Ländern (heimisch in Afrika, Mittel- und Südamerika, Karibik und Asien) vor. In gemäßigten Regionen (Mittelmeerraum) können die Erreger bei hohen Temperaturen ebenfalls vorkommen.

## Übertragung
Die Infektion erfolgt meistens beim Barfußlaufen auf mit Tierkot (Hunde, Katzen) kontaminierten Böden und Stränden.

## Symptome und Krankheitsverlauf
Die ersten Symptome zeigen sich nach Stunden bis zu einigen Wochen. Es zeigt sich eine stark juckende, serpentinenartige Rötung (serpiginöses Erythem) und mit dem Auge erkennbaren Wanderungsgängen. Man spricht hier von einer monozytär-eosinophilen entzündlichen Reaktion auf die Antigene der Larven nach ihrer Wanderung durch die Haut.
Häufige Infektionsstellen (Prädilektionsstellen) sind die Füße (oft die Fußsohlen), oft finden sich aber auch Infektionen anderer Körperbereiche wenn z. B. mit dem Rücken auf dem Sand gelegen wurde.
Die Infektion heilt unbehandelt gewöhnlich nach zwei bis acht Wochen selbst aus, gelegentlich kann sie bis zu zwei Jahre andauern.

## Diagnose
Die Diagnose erfolgt hauptsächlich klinisch und lässt sich durch die typischen Hautläsionen, die serpiginösen Exantheme, stellen. Ein Nachweis der Larven gelingt nur selten. Unter Umständen kann ein Fortschreiten der Larven in der Haut um einige Millimeter pro Tag beobachtet werden.

## Therapie und Prophylaxe
Die Erkrankung ist selbstlimitierend, sie endet in der Regel nach ein bis drei Monaten mit dem Absterben der Larve.
Zur Vermeidung von Juckreiz, Superinfektionen und bei psychischer Belastung des Betroffenen empfiehlt die Deutsche Dermatologische Gesellschaft (DDG) in einer S1-Leitlinie bei Erwachsenen und Jugendlichen eine orale Therapie mit Ivermectin, bei ausbleibenden Therapieerfolg bzw. fehlender Verfügbarkeit mit Albendazol. Weiterhin können Albendazol-haltige Salben eingesetzt werden. Zur Minderung des Juckreizes können kurzzeitig glukokortikoidhaltigen Cremes oder systemische Antihistaminika angewendet werden. In der Schwangerschaft und Stillzeit dürfen nur zugelassene symptomatische Therapien zur Anwendung kommen.
Die chirurgische Exzision der Gänge oder eine Vereisung sind wenig effektiv. Für die früher durchgeführte Lokaltherapie mit Thiabendazol besteht keine Zulassung.
Die Prophylaxe ist das Vermeiden von Barfußlaufen auf möglicherweise mit Hunde- oder Katzenkot kontaminierten Sandflächen, das konsequente Fernhalten von Hunden und Katzen von Stränden, Sandkästen und ähnlichem sowie die regelmäßige Entwurmung von Hunden und Katzen.